# Парра Веласко, Антонио
Анто́нио Па́рра Вела́ско (исп. Antonio Parra Velasco; 17 декабря 1900, Гуаякиль, Эквадор — 28 октября 1994) — эквадорский дипломат и государственный деятель, министр иностранных дел Эквадора (1947—1948).

## Биография
Родился в семье богатого уругвайского иммигранта, сделавшего состояние в качестве землевладельца и владельца лодочного канала, кинотеатров и лесопилок. Обучался в престижной парижской Высшей школе коммерции. Однако 1922 году был вынужден вернулся в Гуаякиль из-за финансовых трудностей. Начал плодотворное сотрудничество с местными СМИ. Также работал учителем английского и французского языков в Национальном колледже им. Висенте Рокафуэрте. В 1925 году вместе с друзьями из колледжа создал еженедельную газету «La Idea», из которой ушел через шесть месяцев по экономическим причинам.
После июльской революции 1925 года был избран в состав городского совета Гуаякиля и стал его вице-президентом. В 1926 году назначен секретарем губернатора провинции Гуаяс. В 1930 году получает статус адвоката и защищает диссертацию по теме «Доктрина необходимой солидарности испаноговорящих государств Америки».
В 1931 году — заместитель министра по вопросам государственной стратегии, в 1933 году — делегат Эквадора на седьмой Межамериканский конференции в Монтевидео, на которой высказал основные идеи «доктрины Парра»: исключение внешнего вмешательства, когда сильная страна пытается навязать свою волю более слабым и необходимость в создании системы, которая принимает во внимание различия между странами в реализации системы взаимных торговых преференций, а не фиксации ложного принципа равного обращения в сфере торговли, выгодного только в США. Эти тезисы вызвали позитивное восприятие у представителей Аргентины и Чили и оказали влияние на последующие исследования американского международного права.
Идеи Антонио Парры стали популярны за пределами Эквадора, где он к тому времени являлся профессором факультета журналистики в университете Гуаякиля и преподавал международное право. В 1934 году избранный президент Веласко Ибарра предложил ему на посту министра образования организовать пропаганду его Боливарианской теории в Колумбии, Перу, Боливии и Чили. Однако последующие разногласия с главой государства вынудили политика подать в отставку, спустя некоторое время он вновь занял пост министра образования во время правления Антонио Понса.
Подписание Протокола Рио-де-Жанейро (1942), по которым Эквадор был вынужден пойти на территориальные уступки в результате войны с Перу, вызвали возмущение Парры, он был арестован по политическим мотивам, затем выслан в Колумбию, впоследствии жил с семьей в стесненных условиях в Гуаякиле. После вооруженного восстания, свергнувшего диктатуру Арройо дель Рио (1944) стал ректором Университета Гуаякиля и был избран представителем в Национальном учредительном собрании. Выступал против сохранения военно-морской базы США на Галапагосских островах и за реабилитацию обвиненных прежним режимом в государственной измене эквадорцев, выступавших против Протокола Рио-де-Жанейро.
- 1945—1947 гг. — посол во Франции и Великобритании,
- 1947—1948 гг. — министр иностранных дел Эквадора. На этом посту подписал с Колумбией соглашение, которое считается важным шагом в таможенной интеграции между странами Андского региона,
- 1952 г. — был назначен послом в Венесуэле,
- 1957—1963 гг. — ректор университета Гуаякиль, одновременно президент Боливарианского общества. Был вынужден уйти в отставку из-за обвинений в симпатиях к коммунистам,
- 1959 г. — назначен постоянным членом Международного арбитражного суда в Гааге. Эту должность он занимал до своей смерти.

В 1966 году эквадорский МИД наложил вето на его возможные назначения, рассматривая его взгляды как «антиамериканские».
Признание к политику вернулось лишь на склоне лет, в 1987 году он был удостоен Национальной премии им. Эухенио Эспехо, в 1991 г. эквадорский конгресс присвоил ему почётное звание «Сын Отечества». В 2019 году ему установлен памятник.
Его сын, Антонио Парра Хиль, также занимал пост министра иностранных дел Эквадора (2005).